# Tage
Pour les articles homonymes, voir Tage (homonymie).
 (janvier 2016).
Si vous disposez d'ouvrages ou d'articles de référence ou si vous connaissez des sites web de qualité traitant du thème abordé ici, merci de compléter l'article en donnant les références utiles à sa vérifiabilité et en les liant à la section « Notes et références ».
Le Tage (en espagnol : Tajo, en portugais : Tejo) est un fleuve qui prend sa source en Espagne, traverse le Portugal où il se jette dans l'océan Atlantique à Lisbonne.
Les deux capitales de la péninsule Ibérique sont dans le bassin versant du Tage : Lisbonne, la capitale portugaise, à l'embouchure ; Madrid, la capitale espagnole, sur la rivière du Manzanares, un affluent droit du Jarama, lui-même affluent droit du Tage.
Une partie importante du cours du fleuve est protégée par le Parc Naturel du Tage International, déclaré réserve de la biosphère transfrontalière par l'UNESCO en 2016, dont une partie se situe en Espagne et une autre au Portugal.

## Présentation
C'est le plus long fleuve de la péninsule Ibérique (1 078 km, dont 802 km en Espagne, 48 km le long de la frontière entre le Portugal et l'Espagne et 228 km au Portugal, y compris les 35 km de son estuaire dans la mer de Paille, qui borde Lisbonne). Il draine un bassin versant de 80 100 kilomètres2 (le deuxième plus grand de la péninsule ibérique après le Douro).
La source du Tage est la Fuente de García, dans la municipalité de Frías de Albarracín, dans le massif des Montes Universales, dans le système ibérique. Tous ses principaux affluents y entrent par la rive droite (nord).
Le Tage est très utilisé par les habitants sur la majeure partie de son parcours. Plusieurs barrages et dérivations alimentent en eau potable des régions du centre de l'Espagne et du Portugal, tandis que des dizaines de centrales hydroélectriques génèrent de l'électricité. Entre les barrages, il suit un parcours très encaissé, mais après le château d'Almourol, il pénètre dans une large vallée alluviale, sujette aux inondations.
Une légende affirme qu'Héraclès aurait tracé de son épée le lit du Tage autour de Tolède.
Le pont Vasco da Gama qui enjambe l'estuaire du Tage à Lisbonne avec 17,28 km est le deuxième plus long pont d'Europe (après le pont de Crimée en Russie).

### En Espagne
Sacedón est la première ville remarquable sur le Tage. Au-dessous d'Aranjuez, il reçoit les eaux d'affluents comme Jarama, Henares, Algodor et Tajuña. En aval de Tolède, il reçoit le Guadarrama. En amont de Talavera de la Reina, il reçoit l'Alberche. À Valdeverdeja se trouve l'extrémité supérieure du lac du barrage de Valdecañas (es), au-delà duquel se trouvent le barrage de Torrejon, dans laquelle se jette le Tiétar, puis le barrage d'Alcántara, dans lequel se jette l'Alagón à son extrémité inférieure.
Il existe un canal et un aqueduc entre le Tage et le Segura, le transfert d'eau Tage-Segura.

### Au Portugal
Après avoir formé la frontière, il entre entièrement au Portugal en passant par Vila Velha de Ródão, Abrantes, Constância, Entroncamento, Santarém et Vila Franca de Xira, au commencement du long estuaire.
Cet estuaire est protégé par la réserve naturelle de l'estuaire du Tage (en). 
La région portugaise de l'Alentejo et l'ancienne province de Ribatejo tiennent leur nom du fleuve; Alentejo, alémé Tejo "Au-delà du Tage" et Ribatejo de l'arriba Tejo, une manière archaïque de dire "Haut-Tage".

## Toponymie
- Tajo (espagnol),
- Tejo (portugais),
- Daghi ou Taghi, signifiant bonne pêche (phénicien).

Les Lisboètes surnomment son estuaire mer de Paille (en portugais Mar da palha), à cause de sa couleur en fin de journée, lorsque le soleil couchant fait scintiller de jaune cette vaste étendue d'eau entre Lisbonne et Almada.

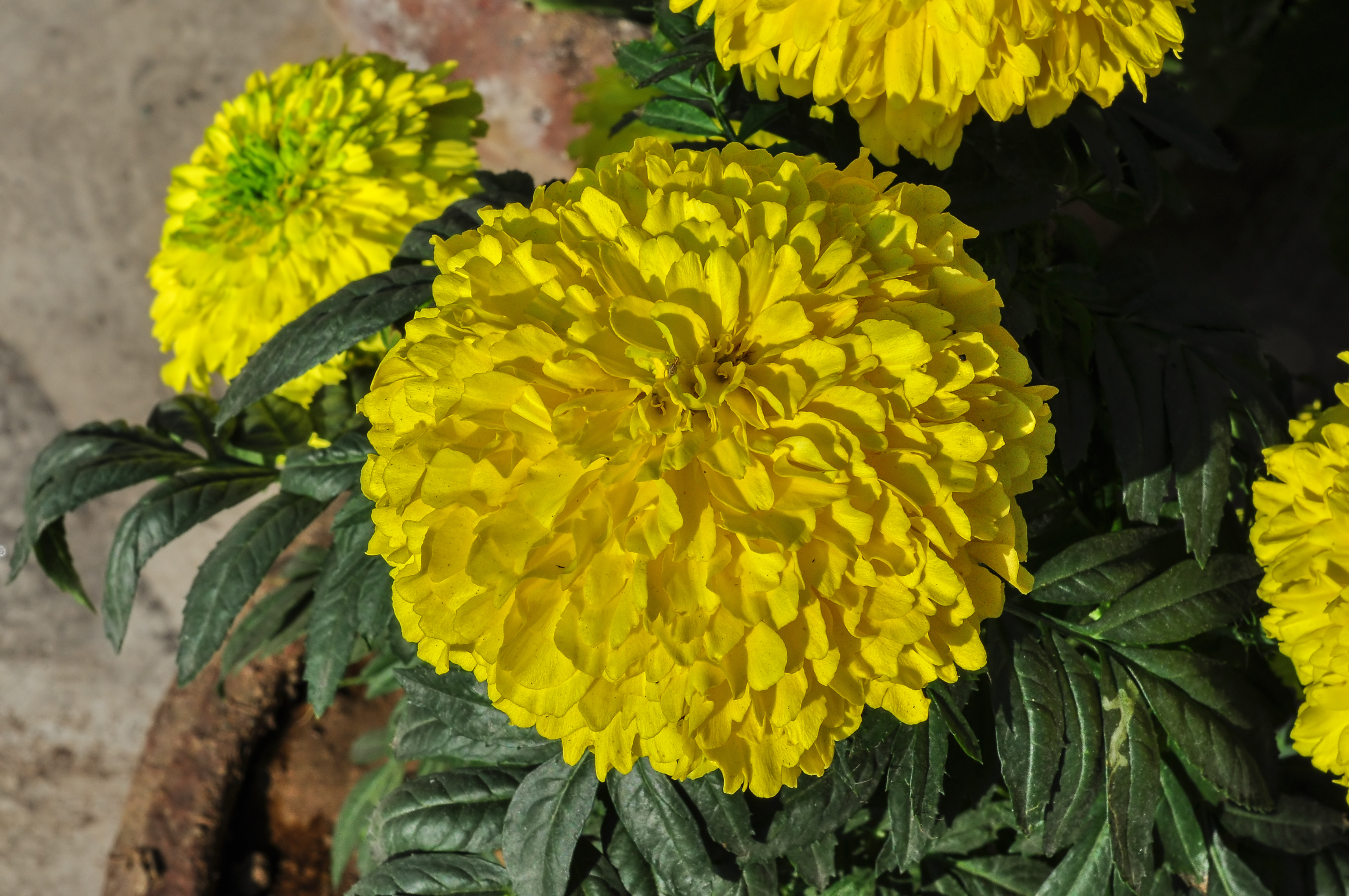

## Affluents

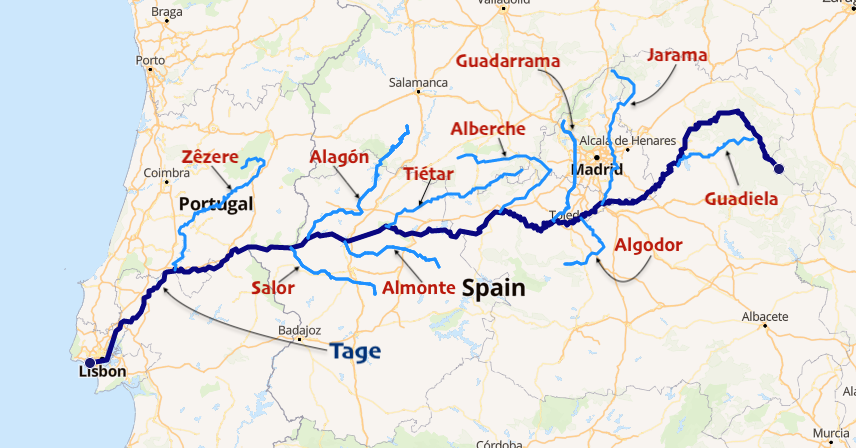
Cours du Tage et de ses affluents de plus de 100 km.

Le tableau ci-dessous recense les principaux affluents du Tage et les situations de leurs confluences.
| Principaux affluents | Principaux affluents | Principaux affluents | Situation de leur confluence | Situation de leur confluence | Situation de leur confluence |
| Nom                  | longueur             | Rive de confluence   | Altitude                     | Lieu                         | Coordonnées                  |
| -------------------- | -------------------- | -------------------- | ---------------------------- | ---------------------------- | ---------------------------- |
| Guadiela             | 115 km               | Gauche               | 645 m                        | Buendía                      | 40° 21′ 45″ N, 2° 48′ 58″ O  |
| Jarama               | 190 km               | Droite               | 482 m                        | Aranjuez                     | 40° 01′ 51″ N, 3° 38′ 59″ O  |
| Algodor              | 102 km               | Gauche               | 461 m                        | Tolède                       | 39° 54′ 32″ N, 3° 52′ 40″ O  |
| Guadarrama           | 131 km               | Droite               | 430 m                        | Albarreal de Tajo            | 39° 52′ 55″ N, 4° 10′ 09″ O  |
| Alberche             | 177 km               | Droite               | 370 m                        | Talavera de la Reina         | 39° 57′ 48″ N, 4° 46′ 14″ O  |
| Ibor                 | 60 km                | Gauche               | 299 m                        | Bohonal de Ibor              | 39° 48′ 42″ N, 5° 33′ 06″ O  |
| Tiétar               | 149 km               | Droite               | 205 m                        | Serradilla                   | 39° 50′ 18″ N, 6° 01′ 22″ O  |
| Almonte              | 97 km                | Gauche               | 202 m                        | Garrovillas de Alconétar     | 39° 43′ 14″ N, 6° 28′ 05″ O  |
| Alagón               | 205 km               | Droite               | 202 m                        | Alcántara                    | 39° 44′ 28″ N, 6° 52′ 33″ O  |
| Salor                | 120 km               | Gauche               | 123 m                        | Membrío                      | 39° 39′ 28″ N, 7° 03′ 54″ O  |
| Zêzere               | 242 km               | Droite               | 14 m                         | Constância                   | 39° 28′ 24″ N, 8° 20′ 18″ O  |